# Eupithecia boloniensis
Eupithecia boloniensis là một loài bướm đêm trong họ Geometridae.